# Campeonato Mundial de Esquí Nórdico de 2003
El XLV Campeonato Mundial de Esquí Nórdico se celebró en la localidad alpina de Val di Fiemme (Italia) entre el 18 de febrero y el 1 de marzo de 2003 bajo la organización de la Federación Internacional de Esquí (FIS) y la Federación Italiana de Deportes Invernales.

## Esquí de fondo

### Masculino
| Evento                            | Oro                                                                                      | Plata                                                                                        | Bronce                                                                                    |
| --------------------------------- | ---------------------------------------------------------------------------------------- | -------------------------------------------------------------------------------------------- | ----------------------------------------------------------------------------------------- |
| Velocidad individual EL (26.02)   | Thobias Fredriksson · Suecia ·                                                           | Håvard Bjerkeli · Noruega ·                                                                  | Tor Arne Hetland · Noruega ·                                                              |
| 15 km EC (21.02)                  | Axel Teichmann · Alemania · 35:47,5                                                      | Jaak Mae Estonia 35:54,4                                                                     | Frode Estil · Noruega · 35:56,0                                                           |
| 10 km + 10 km persecución (23.02) | Per Elofsson · Suecia · 47:42,3                                                          | Tore Ruud Hofstad · Noruega · 47:42,6                                                        | Jörgen Brink · Suecia · 47:42,7                                                           |
| 30 km EC (19.92)                  | Thomas Alsgaard · Noruega · 1:12:29,3                                                    | Anders Aukland · Noruega · 1:12:29,9                                                         | Frode Estil · Noruega · 1:12:30,4                                                         |
| 50 km EL (01.03)                  | Martin Koukal · República Checa · 1:54:25,3                                              | Anders Södergren · Suecia · 1:54:40,3                                                        | Jörgen Brink · Suecia · 1:55:09,0                                                         |
| Relevo 4 × 10 km (25.02)          | Noruega · Anders Aukland · Frode Estil · Tore Ruud Hofstad · Thomas Alsgaard · 1:31:56,4 | Alemania · Jens Filbrich · Andreas Schlütter · René Sommerfeldt · Axel Teichmann · 1:31:56,6 | Suecia · Anders Södergren · Mathias Fredriksson · Per Elofsson · Jörgen Brink · 1:32:12,8 |

### Femenino
| Evento                          | Oro                                                                                   | Plata                                                                              | Bronce                                                                                     |
| ------------------------------- | ------------------------------------------------------------------------------------- | ---------------------------------------------------------------------------------- | ------------------------------------------------------------------------------------------ |
| Velocidad individual EL (26.02) | Marit Bjørgen · Noruega ·                                                             | Claudia Künzel · Alemania ·                                                        | Hilde Pedersen · Noruega ·                                                                 |
| 10 km EC (20.02)                | Bente Skari · Noruega · 25:47,0                                                       | Kristina Šmigun Estonia 26:08,0                                                    | Hilde Pedersen · Noruega · 26:16,7                                                         |
| 5 km + 5 km persecución (22.02) | Kristina Šmigun Estonia 26:38,4                                                       | Evi Sachenbacher · Alemania · 26:39,0                                              | Olga Zavialova · Rusia · 26:39,0                                                           |
| 15 km EC (18.02)                | Bente Skari · Noruega · 39:49,9                                                       | Kristina Šmigun Estonia 39:53,7                                                    | Olga Zavialova · Rusia · 40:36,7                                                           |
| 30 km EL (28.02)                | Olga Zavialova · Rusia · 1:14:29,8                                                    | Yelena Burujina · Rusia · 1:14:45,1                                                | Kristina Šmigun Estonia 1:14:56,7                                                          |
| Relevo 4 × 5 km (24.02)         | Alemania · Manuela Henkel · Viola Bauer · Claudia Künzel · Evi Sachenbacher · 50:54,7 | Noruega · Anita Moen · Marit Bjørgen · Hilde Pedersen · Vibeke Skofterud · 51:26,3 | Rusia · Natalia Korosteliova · Olga Zavialova · Yelena Burujina · Nina Gavryliuk · 52:06,3 |

## Salto en esquí
| Evento                              | Oro                                                                            | Plata                                                                       | Bronce                                                                                      |
| ----------------------------------- | ------------------------------------------------------------------------------ | --------------------------------------------------------------------------- | ------------------------------------------------------------------------------------------- |
| Trampolín normal individual (28.02) | Adam Małysz · Polonia · 279,0 pts.                                             | Tommy Ingebrigtsen · Noruega · 263,0 pts.                                   | Noriaki Kasai Japón 259,5 pts.                                                              |
| Trampolín grande individual (22.02) | Adam Małysz · Polonia · 289,0                                                  | Matti Hautamäki · Finlandia · 286,5                                         | Noriaki Kasai Japón 273,2                                                                   |
| Trampolín grande por equipo (23.02) | Finlandia · Janne Ahonen · Tami Kiuru · Arttu Lappi · Matti Hautamäki · 1046,6 | Japón Kazuyoshi Funaki Akira Higashi Hideharu Miyahira Noriaki Kasai 1010,1 | Noruega · Tommy Ingebrigtsen · Lars Bystøl · Sigurd Pettersen · Bjørn Einar Romøren · 991,9 |

## Combinada nórdica
| Evento                           | Oro                                                                                     | Plata                                                                                      | Bronce                                                                                  |
| -------------------------------- | --------------------------------------------------------------------------------------- | ------------------------------------------------------------------------------------------ | --------------------------------------------------------------------------------------- |
| TG + 7,5 km individual (28.02)   | Johnny Spillane Estados Unidos 18:47,8                                                  | Ronny Ackermann · Alemania · 18:49,1                                                       | Felix Gottwald · Austria · 18:49,1                                                      |
| TN + 15 km individual (21.02)    | Ronny Ackermann · Alemania · 37:54,2                                                    | Felix Gottwald · Austria · 38:46,3                                                         | Samppa Lajunen · Finlandia · 39:10,1                                                    |
| TN + 4 × 5 km por equipo (24.02) | Austria · Michael Gruber · Wilhelm Denifl · Christoph Bieler · Felix Gottwald · 47:23,9 | Alemania · Thorsten Schmitt · Georg Hettich · Björn Kircheisen · Ronny Ackermann · 47:36,5 | Finlandia · Hannu Manninen · Jouni Kaitainen · Jaakko Tallus · Samppa Lajunen · 48:39,4 |

## Medallero
| Núm. | País            | Oro | Plata | Bronce | Total |
| ---- | --------------- | --- | ----- | ------ | ----- |
| 1    | Noruega         | 5   | 5     | 6      | 16    |
| 2    | Alemania        | 3   | 5     | 0      | 8     |
| 3    | Suecia          | 2   | 1     | 3      | 6     |
| 4    | Polonia         | 2   | 0     | 0      | 2     |
| 5    | Estonia         | 1   | 3     | 1      | 5     |
| 6    | Rusia           | 1   | 1     | 3      | 5     |
| 7    | Finlandia       | 1   | 1     | 2      | 4     |
| 8    | Austria         | 1   | 1     | 1      | 3     |
| 9    | Estados Unidos  | 1   | 0     | 0      | 1     |
| 9    | República Checa | 1   | 0     | 0      | 1     |
| 11   | Japón           | 0   | 1     | 2      | 3     |
|      | TOTAL           | 18  | 18    | 18     | 54    |